# Bodaibó
Bodaibó (en ruso: Бодайбо) es una ciudad ubicada al noreste del óblast de Irkutsk, Rusia, a la orilla del curso alto del río Vitim, a 1290 km de Irkutsk, capital del óblast.

## Historia
Se fundó en 1863 para servir las necesidades de la industria de la minería del oro. La matanza de las minas del Lena tuvo lugar cerca de esta localidad en abril de 1912. Bodaibó obtuvo el estatus o reconocimiento de ciudad en 1945.

### Bólido de Vitim
El bólido de Vitim, también llamado bólido de Bodaibó, tuvo lugar cerca de esta localidad el 25 de septiembre de 2002. Se cree que fue un meteorito o cometa el que causó el gran impacto.